# Cockatrice

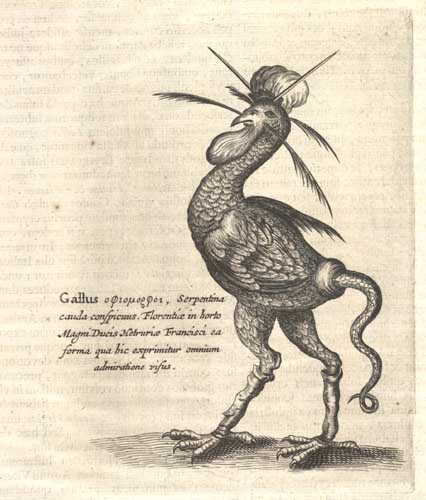
Bản vẻ mô tả về Cockatrice

Cockatrice là một sinh vật huyền thoại của châu Âu thời Trung Cổ, nó được mô tả là một quái vật có đầu gà trống và phần thân sau của rồng, nó đi bằng hai chân. Chỉ cần nhìn phải mắt của Cockatrice, nạn nhân sẽ biến thành đá ngay lập tức. 

## Ghi nhận
Năm 79 TCN, một tác giả người La Mã là Pliny già đã xuất bản cuốn “Lịch sử Tự nhiên”, trong đó đề cập đến một loài quái vật có nọc độc chết người. Hơi thở của nó có thể đốt cháy cây cỏ và làm vỡ nát những hòn đá tảng. Dựa trên những tư liệu của Pliny được ghi chép từ thế kỷ I, huyền thoại về một loài quái vật kinh hoàng tên Cockatrice” được ra đời ở Anh, kéo dài đến cuối thế kỷ XII.
Năm 1180, Alexander Neckam đã mô tả một loại quái vật có hình dạng của con rồng hai chân, có cánh và phần đầu giống con gà trống. Cockatrice được sinh ra từ trứng của con gà trống, rồi được một con cóc hoặc rắn ấp nở ra. Tại làng Wherwell ở vùng Hampshire của Anh, người dân lưu truyền huyền thoại về con Cockatrice tấn công và tàn sát dân làng. Về sau, một người tên Green đã đặt những tấm kính vào trong căn hầm nhốt quái vật. Con Cockatrice đánh nhau với hình ảnh phản chiếu của mình cho đến khi mệt lử và sau đó, Green đã giết nó.
Đến thời kỳ Elizabeth tại Anh vào khoảng nửa sau thế kỷ XVI, quái vật Cockatrice cũng xuất hiện phổ biến trong thơ ca và sân khấu. Cockatrice có thể giết người bằng nọc độc hoặc hơi thở của nó. Chỉ cần một tia nhìn của Cockatrice, nạn nhân sẽ bị hóa đá và chết. Kẻ thù duy nhất của Cockatrice là chồn hôi, loài miễn dịch với tất cả pháp thuật và có thể giết chết Cockatrice bằng mùi khí thải đặc trưng. Tiếng gáy của gà trống được cho là có thể giết chết Cockatrice ngay tức khắc. Niềm tin này phổ biến đến mức ở thời Trung cổ, các khách bộ hành thậm chí hay mang theo một con gà trống để đề phòng gặp con quái vật này. 

## Quan niệm
Ngày trước, người châu Âu xem những quả trứng không có lòng đỏ là bất thường. Họ tin rằng, đấy là trứng do gà trống đẻ ra và có thể là mầm mống của một con Cockatrice. Huyền thoại về nọc độc của Cockatrice có thể bắt nguồn từ rắn hổ mang Ai Cập, loài rắn có khả năng phun nọc độc. Loài cầy Mangut kẻ thù ngoài tự nhiên của rắn hổ mang cũng được huyền thoại hóa thành loài chồn trong các sự tích. Dựa theo những ghi chép của học giả Pliny từ đầu Công Nguyên, một huyền thoại tương tự về Basilisk cũng ra đời và phát triển song song. Thậm chí, hai khái niệm “Cockatrice” và “Basilisk” đôi khi được dùng chung nghĩa với nhau. Con quái vật tử xà Basilisk được sinh ra từ quả trứng của mãng xà và được ấp từ một con gà trống (ngược lại so với Cockatrice).